# 강북구청장
강북구청장은 서울특별시 강북구의 구청장이다.
| 구분     | 성명           | 재임기간                       | 비고                   |
| -------- | -------------- | ------------------------------ | ---------------------- |
| 1        | 김창신(金昌申) | 1995년 3월 1일~1995년 5월 3일  |                        |
| 직무대리 | 옥유영(玉有榮) | 1995년 5월 4일~1995년 5월 16일 |                        |
| 2        | 옥유영(玉有榮) | 1995년 5월 4일~1995년 6월 30일 | 관선 마지막 강북구청장 |
| 3        | 장정식(張正植) | 1995년 7월 1일~1998년 6월 30일 | 민선 1기               |
| 4        | 장정식(張正植) | 1998년 7월 1일~2002년 6월 30일 | 민선 2기, 재선         |
| 5        | 김현풍(金顯豊) | 2002년 7월 1일~2006년 6월 30일 | 민선 3기               |
| 6        | 김현풍(金顯豊) | 2006년 7월 1일~2010년 6월 30일 | 민선 4기, 재선         |
| 7        | 박겸수(朴謙洙) | 2010년 7월 1일~2014년 6월 30일 | 민선 5기               |
| 8        | 박겸수(朴謙洙) | 2014년 7월 1일~2018년 6월 30일 | 민선 6기, 재선         |
| 9        | 박겸수(朴謙洙) | 2018년 7월 1일~2022년 6월 30일 | 민선 7기, 3선          |
| 10       | 이순희(李順熙) | 2022년 7월 1일~                | 민선 8기               |

## 같이 보기
- 강북구청장 선거